# حمام شنب غازان
حمام شنب غازان (بالفارسية: حمام شنب غازان) هو حمام تاريخي يعود إلى القاجاريون والدولة البهلوية، ويقع في تبريز.